# بيتر شو (ممثل)
بيتر شو (بالإنجليزية: Peter Shaw)‏ هو منتج أفلام وممثل بريطاني (وحمل سابقاً جنسية المملكة المتحدة لبريطانيا العظمى وأيرلندا)، ولد في 24 يونيو 1918 في المملكة المتحدة، وتوفي في 29 يناير 2003 بلوس أنجلوس في الولايات المتحدة بسبب نوبة قلبية.

## أعمال

### أفلام
- (2001) هانيبال[4][5]

## وصلات خارجية
- بيتر شو على موقع IMDb (الإنجليزية)
- بيتر شو على موقع ألو سيني (الفرنسية)
- بيتر شو على موقع أول موفي (الإنجليزية)
- بيتر شو على موقع قاعدة بيانات الأفلام السويدية (السويدية)
- بيتر شو على موقع قاعدة بيانات الأفلام السويدية (السويدية)
- بيتر شو على موقع قاعدة بيانات الفيلم (الإنجليزية)
- بيتر شو على موقع كينوبويسك (الروسية)
- بيتر شو على موقع كينوبويسك (الروسية)
- بيتر شو على موقع كينوبويسك (الروسية)